# Переможне (Одеський район)
Перемо́жне — село Красносільської сільської громади в Одеському районі Одеської області, Україна. Населення становить 445 осіб.
Рішенням виконкому Одеської обласної (сільської) Ради депутатів трудящих від 8 серпня 1964 року в облікові дані включено село Переможне Красносільської сільради Комінтернівського р-ну.

## Населення
Згідно з переписом УРСР 1989 року чисельність наявного населення села становила 412 осіб, з яких 183 чоловіки та 229 жінок.
За переписом населення України 2001 року в селі мешкало 445 осіб.

### Мова
Розподіл населення за рідною мовою за даними перепису 2001 року:
| Мова       | Відсоток |
| ---------- | -------- |
| українська | 95,28 %  |
| російська  | 2,47 %   |
| білоруська | 1,35 %   |
| молдовська | 0,90 %   |

## Уродженці села
- Кравець Аркадій Андрійович Народився 03.01.1923 р. в с. Переможне на Одещині. У 1952 р. закінчив Чернівецький медичний інститут. Упродовж 1953-1970 рр. – асистент кафедри дитячих хвороб, з 1970 р. – доцент цього навчального закладу. В 1962 р. захистив кандидатську дисертацію. Автор 40 наукових праць, 1 винаходу та 8 рацпропозицій. Нагороджений медаллю «За перемогу у Великій Вітчизняній війні 1941-1945 рр.», знаком «Відмінник охорони здоров’я».